# 기예르모 디아스 (배우)
기예르모 디애즈(영어: Guillermo Díaz, 1975년 3월 22일 ~ )는 미국의 배우이다.

## 출연 작품
- 워닝 쇼트: 아이 엠 마더 (2018)
- 세컨드 서브 (2012)
- 위드아웃 맨 (2011)
- 판타스틱 패밀리 (2010)
- 캅 아웃 (2010)
- 도살자 (2009)
- 어크로스 더 홀 (2009)
- 캔디 숍 (2008)
- 이블루션 (2008)
- 다운 더 P.C.H. (2006)
- 13 Graves (2006)
- 허스크 (2005)
- 더티 러브 (2005)
- 토니와 티나의 결혼 (2004, Tony & Tina's Wedding)
- 터미널 (2004)
- 언디피티드 (2003)
- 와사비 투너 (2003)
- 피델 (2002)
- 첼시 호텔 (2001)
- 비포 뉴 이어 (1999)
- 투 트러블 (1998)
- 아이 씽크 아이 두 (1997)
- 어디에도 없는 영화 (1997)
- 걸스 타운 (1996)
- 프리웨이 (1996)
- 트러블 커플 (1996)
- 굿모닝 스쿨 (1996)
- 스톤웰 (1995)
- 파티 걸 (1995)
- 프레쉬 (1994)
- 로스트 플래툰 (1991)

### 텔레비전
- 로앤오더: 범죄 전담반 (1994, 1999)
- 파티 오브 파이브 (1995)
- ER (1995)
- 소프라노스 (1999)
- 천사의 손길 (2000)
- 서드 워치 (2002)
- Chappelle's Show (2003-06)
- 쉴드: XX 강력반 (2004)
- 클로저 (2007)
- 위즈 (2007-12)
- 크리미널 마인드 (2008)
- 로열 페인스 (2009)
- 판타스틱 패밀리 (2010-11)
- 해리스 로우 (2011)
- 로앤오더: 성범죄 전담반 (2012, 2019)
- 스캔들 (2012-18)
- 걸스 (2016)
- 루폴의 드래그 레이스 (2019)
- 로앤오더: 조직범죄 전담반 (2021-현재)